# Tobías (Animorphs)
Tobías es un personaje de la serie de ficción Animorphs, escrita por K. A. Applegate. Su apellido nunca se menciona en los libros.

## Familia
- Elfangor-Sirinial-Shamtul (muerto), es el padre de Tobías. Era un príncipe andalita pero eligió convertirse en un nothlit humano para escapar de la guerra y vivir en la Tierra junto con Loren. El elimista interfirió en la línea de tiempo, dejando sus recuerdos intactos pero restaurando su cuerpo andalita y su puesto en la guerra.
- Loren, madre de Tobías. Fue rescatada de los Skrit Na por Elfangor, con quien más tarde se casó. Durante un accidente automovilístico perdió la vista y todos sus recuerdos a largo plazo. Por este motivo no pudo cuidar a Tobías. Más tarde en la serie, Tobías la encuentra y le da el poder de transformarse, restaurando su vista.
- Aximili-Esgarrouth-Isthill, es el tío de Tobías y hermano menor de Elfangor. Eran amigos incluso antes de descubrir su relación de parentesco.
- Tío y tía desconocidos: Tobías vivió con ellos hasta convertirse en nothlit. Ellos lo trataban como una carga y ninguno de los dos quería cuidarlo.
- Noorlin-Sirinial-Cooraf y Forlay-Esgarrouth-Maheen son los abuelos de Tobías, y padres de Elfangor y Ax. Tobías nunca los conoció.

## Formas
- Gato ("Dude", no puede usarla: adquirida antes de su condición de nothlit)
- Ratonero de cola roja (forma nothlit, forma aérea preferida)
- Mapache
- Hork-Bajir ("Ket Halpak")
- Humano ("Tobías", su forma humana antes de convertirse en nothlit)
- Caballo de carreras
- Delfín
- Tiburón martillo
- Mosca
- Topo
- Murciélago
- Mosquito
- Deinonicho (no puede usarla: adquirida en el hoyo sario)
- Gaviota
- Pulga
- Elefante africano
- Conejo
- Oso hormiguero
- Foca
- Oso polar ("Nanook")
- Cachalote
- Calamar gigante
- Chimpancé
- Toro
- Cabra montés
- Andalita ("Aximili-Esgarrouth-Isthill")
- Orca ("Swoosh")
- Nartec
- Abeja
- Humano ("Taylor")
- Taxonita
- Humano (Marinero)
- Castor
- Pastor alemán ("Champ")
- Azulón
- Cucaracha
- Guepardo

## libros narrados por Tobias
- Animorphs #3 "El Encuentro",
- Megamorphs #1 "El Don Andalita" (con los demás Animorphs),
- Animorphs #13 "El Cambio",
- Megamorphs #2 "En la era de los Dinosaurios" (con los demás Animorphs)
- Animorphs #23 "La Farsa",
- Megamorphs #3 "El Secreto de Elfangor" (con los demás Animorphs),
- Animorphs #33 "La Ilusión",
- Animorphs #43 "La Prueba"
- Animorphs #49 "El Desvío"

- Datos: Q2400823